# Lisa Joy

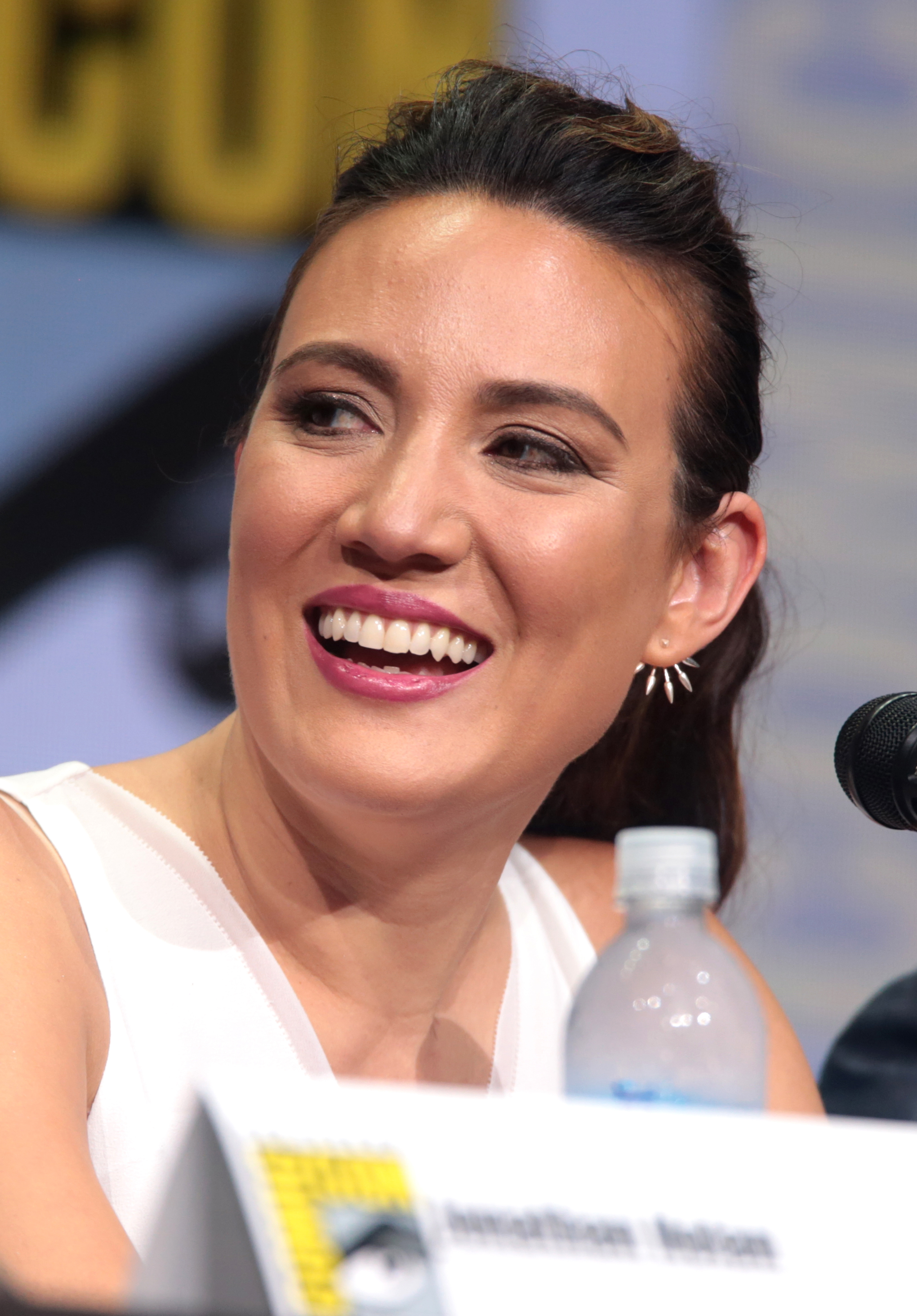
Lisa Joy

Lisa Joy (* 10. Mai 1972 in New Jersey) ist eine US-amerikanische Drehbuchautorin, Regisseurin und TV-Produzentin. Sie ist Mitschöpferin und ausführende Produzentin der HBO-Serie Westworld. Für ihre Westworld-Drehbücher erhielt sie 2017 eine Emmy-Nominierung. Als Drehbuchautorin arbeitete sie außerdem bei der Serie Pushing Daisies und Burn Notice mit.

## Leben
Lisa Joy wuchs in New Jersey auf. Ihr Vater stammt aus England, ihre Mutter aus Taiwan.
Joy hat einen Abschluss von der Harvard Law School und war vor ihrer Filmkarriere Anwältin in Kalifornien. Verheiratet ist sie mit Drehbuchautor Jonathan Nolan, dem Bruder von Regisseur Christopher Nolan. Kennengelernt haben sich die beiden auf der Filmpremiere von Memento. Zusammen haben sie zwei Kinder, eine Tochter und einen Sohn.
2018 führte Joy erstmals Regie und inszenierte eine Folge von Westworld. Für 2021 ist mit Reminiscence ihr Spielfilmdebüt angekündigt, mit Rebecca Ferguson, Thandiwe Newton und Hugh Jackman in den Hauptrollen.

## Filmografie (Auswahl)
Als Drehbuchautorin
- 2007–2009: Pushing Daisies (Fernsehserie, 3 Folgen)
- 2009–2011: Burn Notice (Fernsehserie, 4 Folgen)
- seit 2016: Westworld
- 2021: Reminiscence – Die Erinnerung stirbt nie (Reminiscence)

Als Produzentin
- 2011: Burn Notice (Co-Produzentin)
- seit 2016: Westworld (Executive Producer)
- 2021: Reminiscence – Die Erinnerung stirbt nie (Reminiscence)

Als Regisseurin
- 2018: Westworld (Fernsehserie, 1 Folge)
- 2021: Reminiscence – Die Erinnerung stirbt nie (Reminiscence)
- 2024: Fallout (Fernsehserie)